# یاماتو، کوماموتو
یاماتو، کوماموتو (به لاتین: Yamato, Kumamoto) یک منطقهٔ مسکونی در ژاپن است که در استان کوماموتو واقع شده‌است. یاماتو  ۱۹٬۴۴۸ نفر جمعیت دارد.